# میدان‌های گازی روسیه

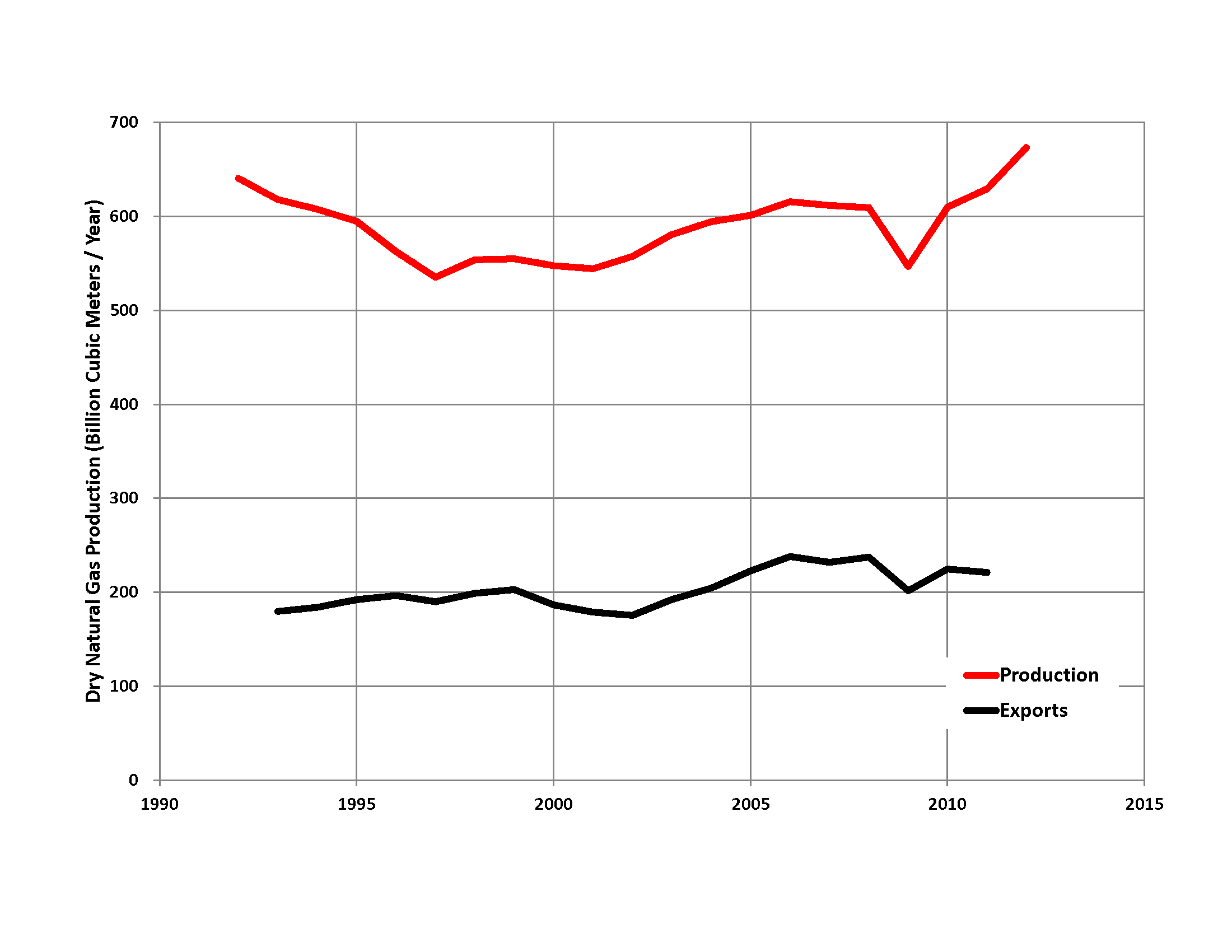
نمودار میزان تولید گاز (سرخ) و میزان صادراتش (سیاه) از فدراسیون روسیه.

میدان‌های گازی روسیه با دارا بودن ۲۳٫۷ درصد از ذخایر گاز طبیعی جهان، بیشترین سهم از میدان‌های گازی جهان را به خود اختصاص داده و بزرگترین تولیدکننده گاز در جهان به شمار می‌رود. بیشتر میادین گازی روسیه در سیبری واقع شده‌اند که می‌توان آن ناحیه وسیع را به دو بخش سیبری شرقی و سیبری غربی تقسیم کرد. حدود ۸۰ درصد ذخایر گاز طبیعی روسیه (کشف شده) در سیبری غربی متمرکز شده‌اند. در این منطقه ۵ میدان عظیم گازی قرار دارد که هریک بیش از ۵۰٫۱ تریلیون مترمکعب گاز طبیعی در خود جای داده‌اند. بیشتر منابع گازی سیبری غربی استخراج شده‌اند ولی ناحیه سیبری شرقی تقریباً دست‌نخورده باقی مانده است. حدود ۲۰ درصد سایر منابع گازی روسیه در ۲۰ میدان بزرگ گازی پراکنده هستند که هریک دارای حجم تقریبی ۱۵۰ میلیارد مترمکعب می‌باشد.
مهمترین میدان‌های گازی روسیه عبارتند از:
- بارننکو، ۹٫۲ تریلیون مترمکعب
- اورنگوی، (به روسی: Уренгойское) ۷ تریلیون مترمکعب
- ساپولراروی، ۶٫۲ تریلیون مترمکعب
- مدوژیبا، ۵٫۱ تریلیون مترمکعب
- یامبورگ، (به روسی: Ямбургское) ۳٫۴ تریلیون مترمکعب